# ファミリーチャレンジWii
『ファミリーチャレンジWii』は、コナミデジタルエンタテインメントより2009年11月19日に発売されたWii用ゲームソフトである。

## 概要
Dance Dance Revolution専用コントローラを用いたパーティーゲームソフトで、1つのマットで最大4人までの対戦が可能。各ゲーム終了時には消費カロリー（目安）が表示される。
- リズム系
- ブレイン系
- スポーツ系
- バラエティ系

## 関連ソフト
- Dance Dance Revolution
- ファミリートレーナー